# Bahnhof Shin-Asahikawa
Der Bahnhof Shin-Asahikawa (jap. 新旭川駅, Shin-Asahikawa-eki) ist ein Bahnhof auf der japanischen Insel Hokkaidō. Er befindet sich in der Unterpräfektur Kamikawa auf dem Gebiet der Stadt Asahikawa.

## Verbindungen
Shin-Asahikawa ist ein Trennungsbahnhof nordöstlich des Stadtzentrums. Er liegt an der Sōya-Hauptlinie, die vom Bahnhof Asahikawa nordwärts über Nayoro nach Wakkanai führt. Von dieser zweigt in Richtung Osten die Sekihoku-Hauptlinie über Engaru nach Abashiri ab. Beide Linien werden von der Gesellschaft JR Hokkaido betrieben. Regionalzüge verkehren auf der Sōya-Hauptlinie alle zwei bis drei Stunden nach Nayoro, auf der Sekihoku-Hauptlinie alle ein bis drei Stunden nach Kamikawa (Ausgangspunkt aller Züge ist Asahikawa). Schnellzüge halten hier nicht.

## Anlage
Der Bahnhof ist von Süden nach Norden ausgerichtet und besitzt vier Gleise, von denen zwei dem Personenverkehr dienen. Sie liegen an einem Mittelbahnsteig, der durch eine gedeckte Überführung mit dem Empfangsgebäude an der Westseite der Anlage verbunden ist. Es existiert eine kleine Anlage zum Abfertigen von Containern, ebenso werden hier sporadisch Autotransportwagen entladen.

## Bilder

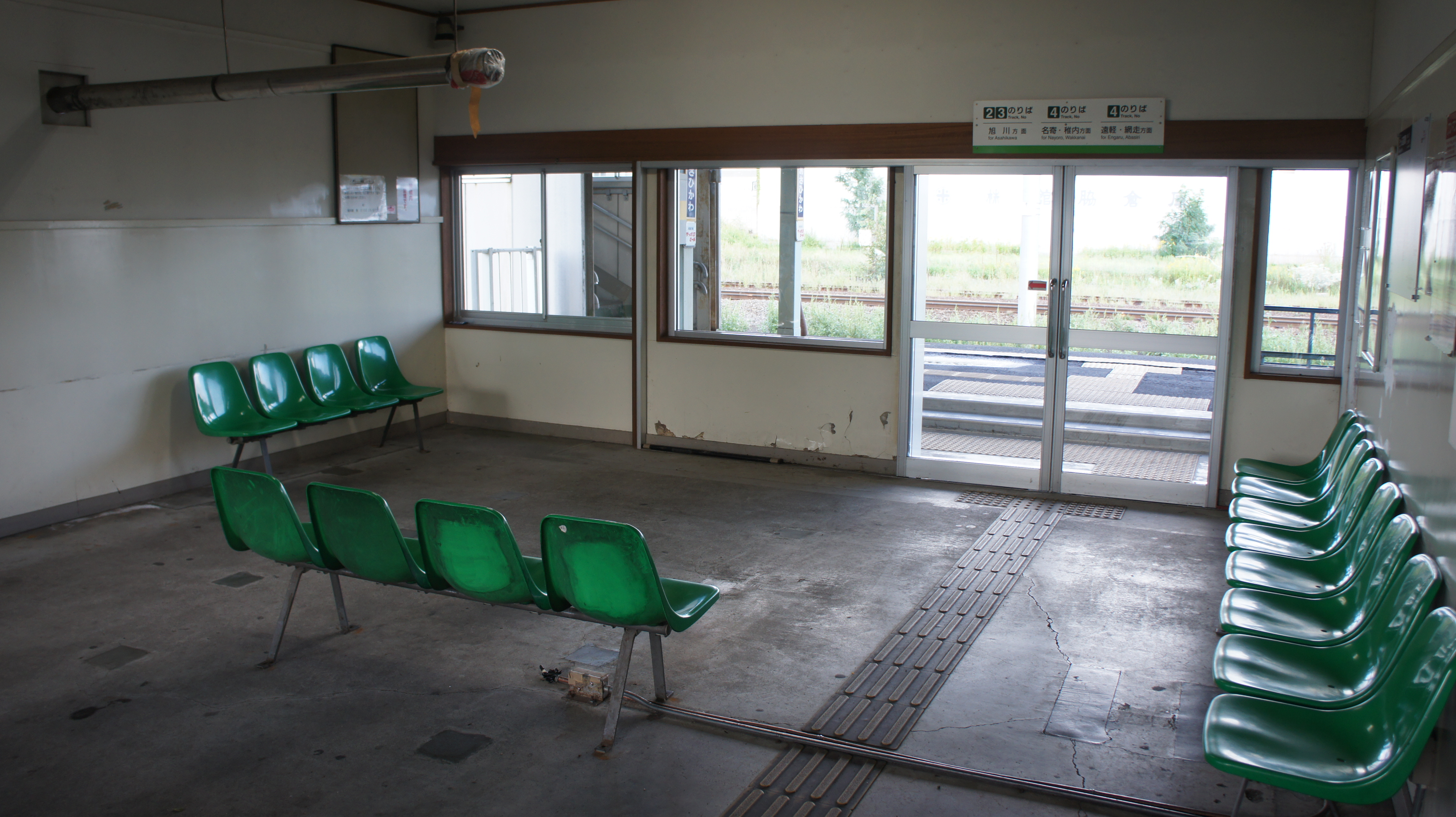
Warteraum
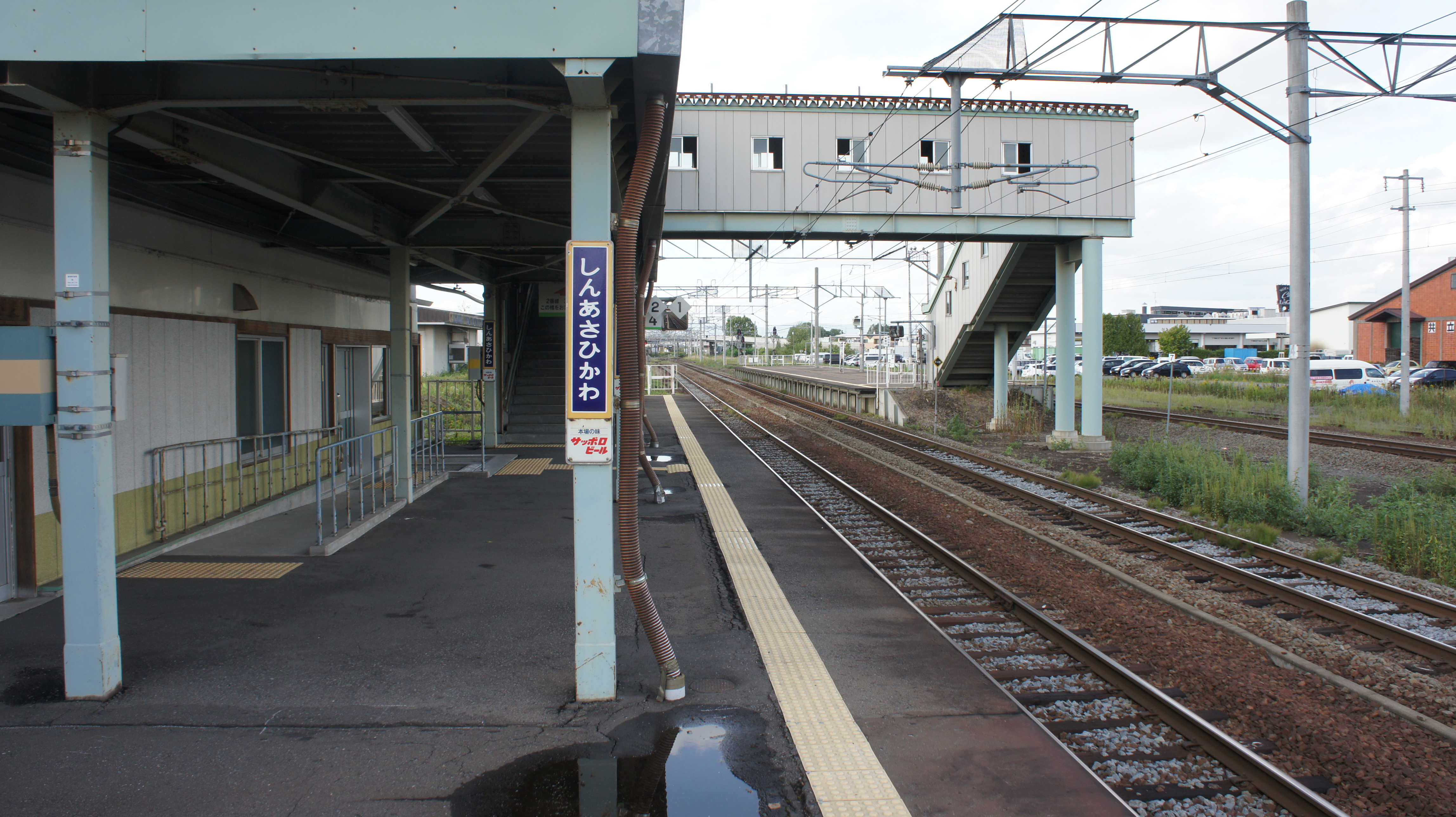
Bahnsteig
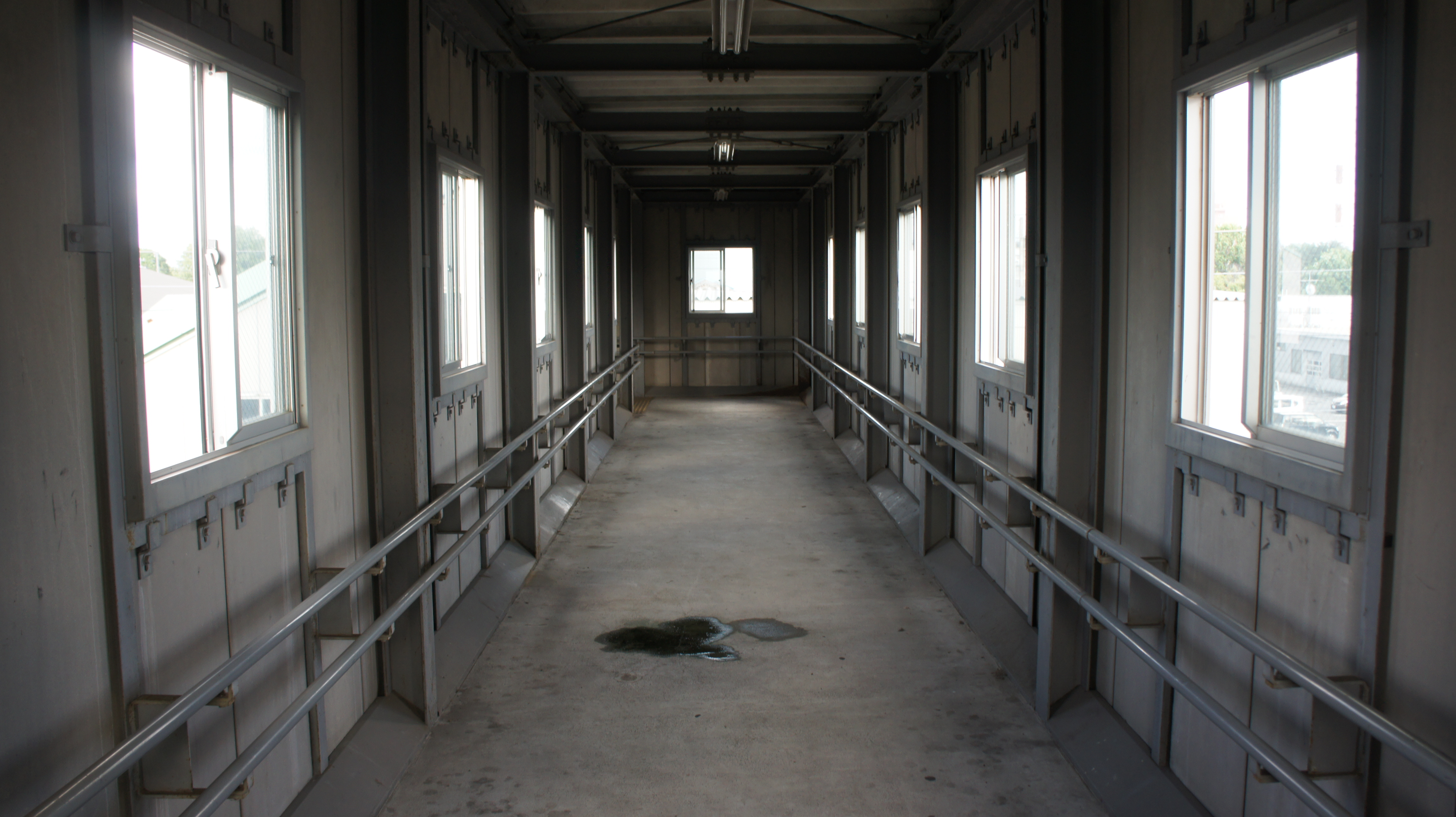
Überführung
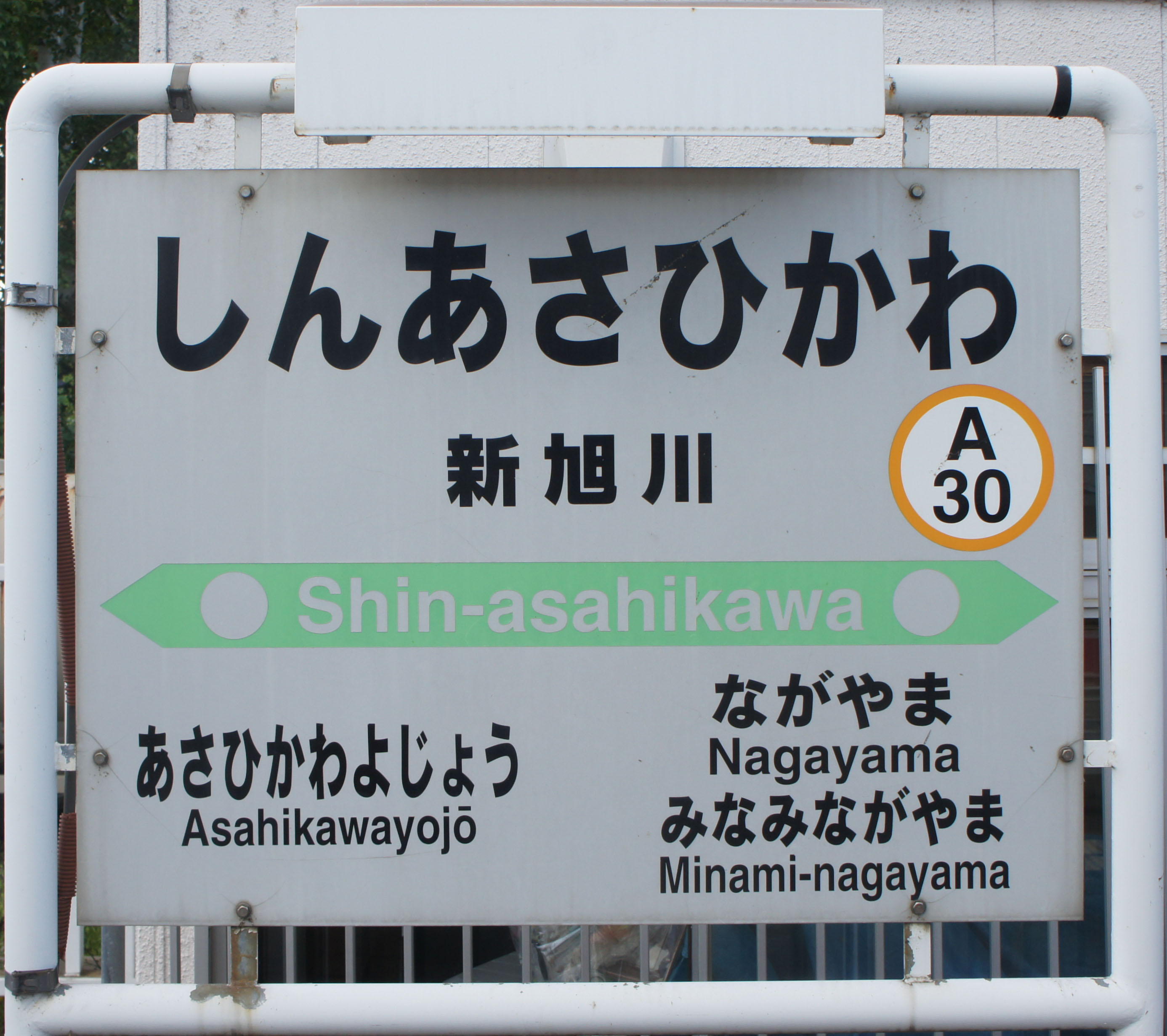
Bahnhofschild

## Linien
| Verlauf der Sekihoku-Hauptlinie |
| --- |
| Asahikawa • Asahikawa-Yojō • Shin-Asahikawa • Minami-Nagayama • Higashi-Asahikawa • Sakuraoka • Tōma • Ikaushi • Aibetsu • Naka-Aibetsu • Antaroma • Kamikawa • Shirataki • Maruseppu • Setose • Engaru • Yasukuni • Ikutahara • Nishi-Rubeshibe • Rubeshibe • Ainonai • Higashi-Ainonai • Nishi-Kitami • Kitami • Hakuyō • Itoshino • Tanno • Hiushinai • Bihoro • Nishi-Memambetsu • Memambetsu • Yobito • Abashiri |

| Verlauf der Sōya-Hauptlinie |
| --- |
| Asahikawa • Asahikawa-Yojō • Shin-Asahikawa • Nagayama • Kita-Nagayama • Pippu • Ranru • Shiokari • Wassamu • Kembuchi • Shibetsu • Tayoro • Mizuho • Fūren • Nayorokōkō • Nayoro • Nisshin • Chiebun • Chihoku • Bifuka • Teshiogawa-Onsen • Sakkuru • Otoineppu • Osashima • Saku • Teshio-Nakagawa • Toikambetsu • Nukanan • Onoppunai • Minami-Horonobe • Horonobe • Shimonuma • Toyotomi • Kabutonuma • Yūchi • Bakkai • Minami-Wakkanai • Wakkanai |

## Geschichte

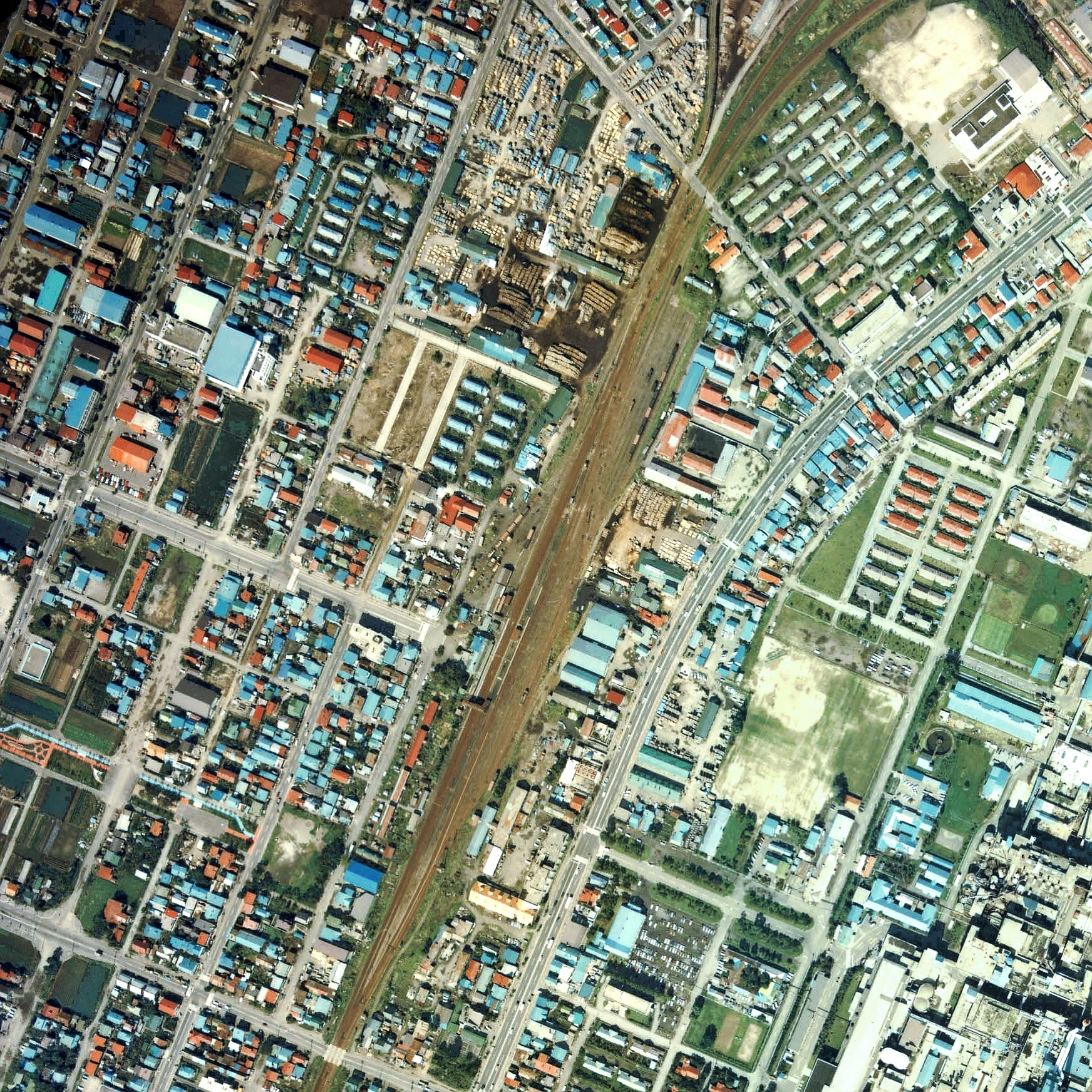
Luftansicht (1977)

Bereits 1898 war der erste Abschnitt der Sōya-Hauptlinie eröffnet worden, doch Züge fuhren hier noch mehr als zwei Jahrzehnte lang ohne Halt durch. Dies änderte sich am 4. November 1922, als das Eisenbahnministerium den ersten Abschnitt der Sekihoku-Hauptlinie nach Aibetsu eröffnete und am selben Tag nahe der Verzweigung den Bahnhof Shin-Asahikawa in Betrieb nahm. Die „Nationale Papiergesellschaft“ (国策パルプ工業, Kokusaku parupu kōgyō), später Nippon Paper Industries, eröffnete im Oktober 1939 ein kurzes Anschlussgleis zu einer Papierfabrik in der Nähe des Bahnhofs.
Aus Kostengründen stellte die Japanische Staatsbahn am 1. April 1984 die Gepäckaufgabe ein. Im Rahmen der Staatsbahnprivatisierung ging der Bahnhof am 1. April 1987 in den Besitz der neuen Gesellschaft JR Hokkaido über, während JR Freight nun für den Güterverkehr zuständig war. Letztere legte im September 1997 das Anschlussgleis still, richtete aber im März 1988 eine kleine Anlage zum Abfertigen von Containern ein. Der durch Shin-Asahikawa führende Abschnitt der Sōya-Hauptlinie bis zum Güterbahnhof Kita-Asahikawa am nördlichen Stadtrand wurde am 10. Mai 2003 elektrifiziert.